# Lippischer Heimatbund
Der Lippische Heimatbund e. V. ist ein eingetragener Verein mit dem Ziel der Erhaltung und Förderung der natürlich und geschichtlich gewordenen Eigenart der lippischen Heimat. Als Hauptaufgaben sieht der ausschließlich gemeinnützig tätige lippische Heimatbund dabei den Schutz von Umwelt und Natur, die Pflege der lippischen Kultur und ihre Bindung an Heimat, Geschichte und Brauchtum sowie die Mitwirkung an der sinnvollen Ausgestaltung des Heimatraumes. Der Verein hat heute 12.677 Mitglieder (Stand: 31. August 2007) und ist damit einer der größten der innerhalb des Deutschen Heimatbundes organisierten Landesverbände.

## Geschichte
Der Lippische Heimatbund wurde am 2. Januar 1908 vom 14 Männern in Detmold als „Lippischer Bund für Heimatschutz und Heimatpflege“ gegründet. Erste Betätigungsfelder des Vereins waren die Öffentlichkeitsarbeit, insbesondere in Form von Exkursionen sowie Vorträgen rund um Themen des Heimat- und Naturschutzes, und Eingaben an Behörden beispielsweise bezüglich Fragen des landschaftsgerechten Bauens, wozu der Heimatbund bereits vor dem Ersten Weltkrieg eine eigene Bauberatungsstelle einrichtete, die bei privaten Baumaßnahmen fachlichen Rat suchenden Bürgern eine Anlaufstelle bot.
Im Jahr 1937/38 erfolgte die Umbenennung des Vereins in Lippischer Heimatbund. Nach der Besetzung Lippes im Zweiten Weltkrieg wurde der Heimatbund von den britischen Besatzern zunächst verboten, gründete sich am 19. August 1946 jedoch mit Genehmigung der Militärregierung neu. Pläne einer Eingliederung des Lippischen Heimatbundes in den Westfälischen Heimatbund scheiterten Ende 1947 am Widerstand des Lippischen Landespräsidenten Heinrich Drake. Auch nach dem Beitritt Lippes zum Land Nordrhein-Westfalen blieb der Lippische Heimatbund selbstständig.
Im Anschluss an die Hauptversammlung des Vereins am 30. Dezember 1953 in Detmold erfolgte eine inhaltliche und organisatorische Neuorientierung des Heimatbundes. Insbesondere die Einführung von Fachstellen und eine Satzungsänderung bezüglich der Gründung und Aufnahme von Ortsvereinen in den Heimatbund bildeten einen wichtigen Grundstein für dessen rasches Wachstum. So stieg die Mitgliederzahl des Lippischen Heimatbundes von 217 (1. Januar 1954) in den folgenden drei Jahrzehnten auf über 10.000.
Seit Ende der 1950er-Jahre beschäftigt der Lippische Heimatbund zudem einen nebenamtlich tätigen Geschäftsführer.
Neben Ehrenmitgliedschaften vergibt der Lippische Heimatbund die Lippische Rose in Gold (seit 1960) und Silber (seit 1980) als Auszeichnungen an um die Heimatarbeit verdiente Persönlichkeiten.

## 100-Jahr Feier
Anlässlich des 100. Jahrestages der Gründung des Lippischen Heimatbundes finden 2008 eine Reihe von Jubiläumsaktivitäten statt, deren Höhepunkt die Veranstaltung „100 Jahre Lippischer Heimatbund und die 5. LipperTage“ war, die am 29.–31. August 2008 in Detmold stattfand und in einem Festumzug durch die Detmolder Altstadt gipfelte.

## Organisation
Organe des Heimatbundes mit Sitz in Detmold sind die Hauptversammlung, der Gesamtvorstand und der geschäftsführende Vorstand. Letzterer setzt sich aus dem Vorsitzenden, seinen Stellvertretern, einem Schatzmeister und dem Geschäftsführer zusammen. Darüber hinaus verfügt der Heimatbund über neun Fachstellen, deren Aufgabe darin besteht, Sachkenntnis in den verschiedenen Bereichen der Heimatschutzarbeit bereitzustellen und dem Vorstand beratend zur Seite zu stehen. Die neun Fachstellen sind:
1. Umweltschutz und Landschaftspflege;
2. Baugestaltung und Denkmalpflege;
3. Mundart und Brauchtumpflege;
4. Heimat, Arbeit und Wirtschaft;
5. Radwandern;
6. Volkskunde;
7. Geschichte;
8. Wandern;
9. Schule

Weiterhin hat der Lippische Heimatbund rund 70 Ortsvereine, die sich in den verschiedenen Bereichen der Heimatpflege engagieren.
Sitz der Geschäftsstelle des Lippischen Heimatbundes ist das Kreishaus in Detmold. Hier können auch die Publikationen des Vereins erworben werden.

## Vorsitzende
- 1908–1912: Manfred Fuhrmann
- 1912–1936: Bernhard Ebert
- 1936–1937: Walter Euler
- 1937–1941: Georg Wähdel
- 1941–1945: Adolf Wedderwille
- 1946–1947: Bernhard Ebert
- 1947–1953: Hans Sprenger
- 1953–1960: Heinrich Röhr
- 1960–1966: Wilhelm Süvern
- 1966–1989: Arnold Ebert
- 1989–1990: Brigitte Scheuer
- 1990–2004: Walter Stich
- 2004–2016: Friedrich Brakemeier
- seit 2016: Albert Hüser[2]

## Ehrenmitglieder
Bernhard Ebert (Ehrenvorsitzender), Karl Vollpracht, Leo Nebelsiek, Karl Meier, Heinrich Drake, Heinrich Röhr, Oskar Suffert, Gustav Wolff, Wilhelm Süvern, Walter Stich, Helmut Holländer.

## Heimatland Lippe
Seit 1961 gibt der Heimatbund in Nachfolge der früheren Jahresberichte die Zeitschrift „Heimatland Lippe: Zeitschrift des Lippischen Heimatbundes [ab 1979: und des Landesverbandes Lippe]“ heraus. Diese erscheint im Verlag der Lippischen Landes-Zeitung und informiert über aktuelle und historische Themen aus sämtlichen Bereichen der Heimatpflege. 2016 wurde die Zeitschrift von der Lippischen Landesbibliothek digitalisiert. Unregelmäßig erscheinen als Beilage Hefte der Reihe Lippische Kulturlandschaften.

## Publikationen (Auswahl)
- Burkhard Meier, Stefan Wiesekopsieker (Hg.): Lippe 1908–2008. Beiträge zu Geschichte und Gegenwart der Heimatpflege. Bielefeld 2008, ISBN 978-3-89534-708-5.
- Burkhard Meier: Das Lipperland: die schönsten Bilder einer historischen Landschaft. Fotos von Sigurd Elert. Holzminden 2007, ISBN 978-3-931656-97-3.
- Helmut Holländer (Hg.): Lippische Anekdoten. Bearbeitet von Sabine Klocke-Daffa und Burkhard Meier. Lemgo/Detmold 2003, ISBN 3-936225-15-X.
- Detlev Hellfaier, Barbara Linzbach (Bearb.): Lippisches Liederbuch. Lemgo/Detmold 1998, ISBN 3-9804602-1-5.